# ビンチェンツオ・ナルディエッロ
ビンチェンツオ・ナルディエッロ（Vincenzo Nardiello、1966年6月11日 - ）は、イタリアの元プロボクサー。ドイツ・バーデン＝ヴュルテンベルク州シュトゥットガルト出身。元WBC世界スーパーミドル級王者。

## 来歴

### アマチュア時代
アマチュア時代は1984年イタリアのアマチュアスーパーライト級王者、1986年イタリアのアマチュアスーパーウェルター級王者、1987年イタリアのアマチュアミドル級王者になった実績を持つ。
1988年ソウルオリンピックライトミドル級で出場。1回戦は3回KO勝ち、2回戦も2回KO勝ちとそれぞれKOでパワーを見せつけるも、準々決勝で朴時憲と対戦するが、序盤2回を取ったものの最終3回で不可解となった逆転判定負けを喫して敗退したナルディエッロは判定に対してその場で猛然と抗議し、リングから引きずり出された。
オリンピック後にプロに転向した。

### プロ時代
1988年12月22日、ナルディエッロはプロデビューを果たし6回判定勝ちを収めた。
1989年7月15日、ファン・グラシアーノと対戦し初回KO勝ちを収めた。
1990年3月13日、アキーム・ゼロウアールと対戦し初回TKO勝ちを収めた。
1990年5月12日、ジャン・パウル・ロウクスと対戦し2回TKO勝ちを収めた。
1991年1月26日、ホルヘ・アルベルト・モレノと対戦し10回判定勝ちを収めた。
1991年3月23日、ミゲールアンヘル・マルドナルドと対戦し8回判定勝ちを収めた。
1991年12月13日、WBA世界スーパーミドル級王者ビクトル・コルドバと対戦し初黒星となる11回1分44秒TKO負けを喫し王座獲得に失敗した。
1992年7月22日、ケニー・スノーと対戦し6回判定勝ちを収めた。
1992年12月16日、フィデル・カストロ・スミスとEBUヨーロッパスーパーミドル級王座決定戦を行い、12回判定勝ちを収め王座獲得に成功した。
1993年3月17日、レイ・クロースと対戦し10回TKO負けを喫し初防衛に失敗し王座から陥落した。
1993年11月26日、元WBC世界スーパーミドル級王者マウロ・ガルバノとEBUヨーロッパスーパーミドル級王座を行い、12回3-0の判定勝ちを収め8ヶ月ぶりの王座返り咲きに成功した。
1994年6月11日、フレデリック・セリダールと対戦し5回TKO負けを喫し初防衛に失敗し王座から陥落した。
1995年7月22日、ロンドンのニュー・ロンドン・アリーナでWBC世界スーパーミドル級王者ナイジェル・ベンと対戦し8回1分43秒TKO負けを喫し王座獲得に失敗した。。
1996年1月13日、EBUヨーロッパスーパーミドル級王座を賭けて現王者ヘンリー・ワールトンと対戦したが、6回52秒でTKO負けとなった。
1996年7月6日、マンチェスターのマンチェスター・アリーナでWBC世界スーパーミドル級王者スラニー・マリンガと対戦し12回2-1（111-116、114-112、116-112）の判定勝ちを収め王座獲得に成功した。
1996年10月12日、ミランのメディオラヌム・フォーラムでロビン・リードと対戦し7回2分59秒TKO負けを喫し初防衛に失敗し王座から陥落した。
1997年9月17日、ニーノ・シリーノと対戦し6回判定勝ちを収めた。
1999年2月13日、WBC世界スーパーミドル級王者リッチー・ウッドホールと対戦し6回1分44秒TKO負けを喫し2年4ヶ月ぶりの王座返り咲きに失敗した。
1999年5月29日、グレン・オルデンと対戦し6回判定勝ちを収めた試合を最後に現役を引退した。

## 獲得タイトル
- EBUヨーロッパスーパーミドル級王座
- WBC世界スーパーミドル級王座